# Жабоклик
Жабоклик (пол. Żaboklik) — село в Польщі, у гміні Дзежґово Млавського повіту Мазовецького воєводства.
Населення — 62 особи (2011).
У 1975-1998 роках село належало до Цехановського воєводства.

## Демографія
Демографічна структура станом на 31 березня 2011 року:
|          | Загалом | Допрацездатний вік | Працездатний вік | Постпрацездатний вік |
| -------- | ------- | ------------------ | ---------------- | -------------------- |
| Чоловіки | 33      | 11                 | 18               | 4                    |
| Жінки    | 29      | 7                  | 15               | 7                    |
| Разом    | 62      | 18                 | 33               | 11                   |